# Karakulská vlna

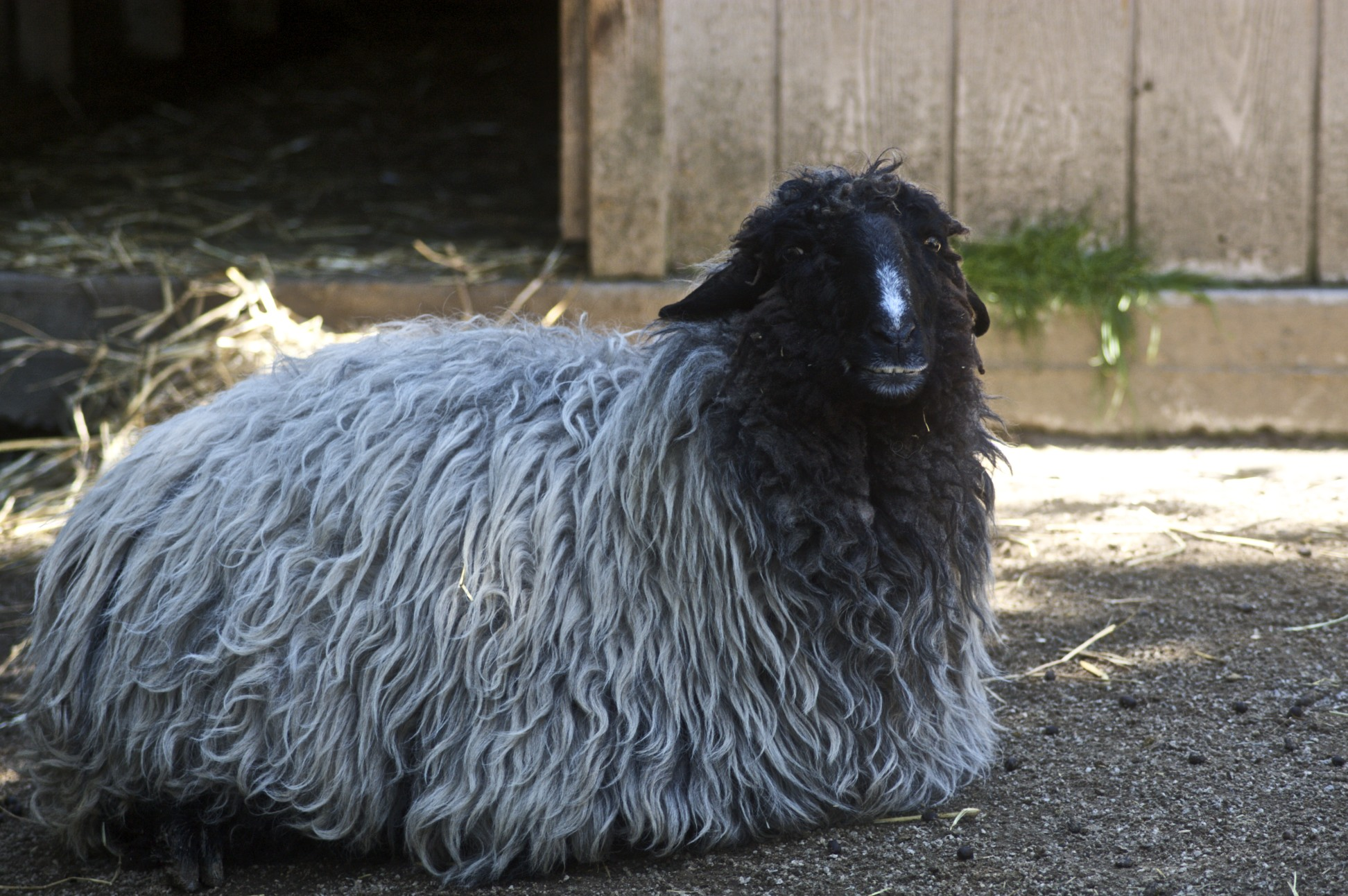
Karakulská ovce (v zoologické zahradě)

Karakulská vlna je textilní surovina ze srsti karakulské ovce: 

## Z historie
Karakulská ovce je považována za nejstarší domestikovaný druh ovcí, podle archeologických nálezů se začala chovat dříve než 1400 roků před n. l. Označení má pocházet od jména vesnice Karakul v dnešním Uzbekistánu. Na začátku 20. století bylo dovezeno několik ovcí do jižní Afriky a také do USA, většinou za účelem získávání rouna z velmi mladých jehňat jako surovinu pro “persiánové kožichy”. 
Koncem 20. století byla v Turkmenistánu zaznamenána produkce surové karakulské vlny asi 11 500 tun (oproti 17 000 tun o deset let dříve)  a také v Namibii se snížil v posledních 20 letech 20. století prodej ze 7000 na 250 tun. 

## Vlastnosti
Stříž se provádí dvakrát ročně s výtěžkem na ovci 1–3 kg vlny s cca 65 % spřadatelných vláken. Vlákenná podsada obsahuje nejjemnější vlákna s tloušťkou 20 µm, pestík má průměr cca 70 µm,  vlákna jsou 15–30 cm dlouhá, téměř bez zákrutů  asi z 80 % tmavě zbarvená. 
Cena prané vlny obnáší v roce 2017 v maloobchodě např. u vlákenného rouna (jemnost 34 µm) na plstění = 28 € / kg. 

## Použití
V odborné literatuře se uvádí možnost (strojního) zpracování karakulské vlny na mykané i česané příze,  z praktických příkladů je však známá jen ruční výroba příze a tkanin. 
Vlna se používá zejména k výrobě kobercové příze, přikrývek,  vložkového materialu na šité oděvy,  příze na ruční pletení aj